# Летим?!
«Летим?!» (в др. источниках «Хлопнем крыльями»; латыш. Lidojam?!) — латвийский анимационный фильм режиссёра Нила Скапанса. «Летим?!» относится к сериалу «Мунк и Леми» (латыш. Munks un Lemijs; 1993—1996). Фильм был снят в 1994 году.

## Награды
- В 1994 году Фильм «Летим?!» получил золотую медаль датской и Норвежской Видео Олимпиады.
- В 1994 год, Каунас, Международный детский кинофестиваль, награда Smiekli детского жюри.
- В 1995 году удостоен двух главных наград Международного детского кинофестиваля во Франции.
- В 1995 году получил награду Берлинского международного кинофестиваля детского жюри «Стеклянный медведь».